# Jonathan Morali
Pour les articles homonymes, voir Morali.
 (avril 2020).
Si vous disposez d'ouvrages ou d'articles de référence ou si vous connaissez des sites web de qualité traitant du thème abordé ici, merci de compléter l'article en donnant les références utiles à sa vérifiabilité et en les liant à la section « Notes et références ».
Jonathan Morali, né le 22 mai 1980 à Paris, est un compositeur et musicien français. Membre fondateur du groupe Syd Matters, il est également connu pour son travail dans la composition de musique de films et de jeux vidéo (dont Life Is Strange).

## Biographie

### Syd Matters
Le début de la carrière de Jonathan Morali est liée à celle du groupe Syd Matters, créé en 2002, dont il est le leader. Mélangeant folk et pop mélancolique, la musique de Syd matters marie des mélodies lentes avec des instruments acoustiques sans toutefois renier des racines électroniques.
Syd Matters a été le premier vainqueur du concours CQFD organisé par Les Inrockuptibles. En tant qu'admirateur des Pink Floyd, Jonathan Morali a choisi le nom de Syd Matters en référence au membre fondateur du groupe britannique, Syd Barrett (en anglais, « Syd matters » signifie « Syd compte », « Syd est important »).
Le premier album de Jonathan Morali, A Whisper and a Sigh, enregistré durant l'été 2002, sort en 2003 chez Third Side Records. À la suite de sa signature avec ce label, il décide de trouver des musiciens pour l'épauler sur scène. Il est ainsi accompagné par deux guitaristes-claviéristes, dont Rémi Alexandre, puis le bassiste Jean-Yves Lozac'h et le batteur Clément Carle. À la fin de la tournée promotionnelle de l'album, en septembre 2004, le multi-instrumentiste Olivier Marguerit rejoint le groupe.
En octobre 2004, le groupe enregistre Someday We Will Foresee Obstacles. La réalisation de l'album est confiée à Yann Arnaud, mixeur notamment au Studio Plus XXX à Paris, pour des artistes tels que Sébastien Schuller ou Air. L'album sort en avril 2005 chez Third Side Records/V2 Music.
En juin 2006, sort aux États-Unis une compilation intitulée Syd Matters, regroupant des chansons extraites des deux albums précédents.
En novembre 2006, le groupe retourne en studio pour enregistrer un troisième album, intitulé Ghost Days. La réalisation de l'album, enregistré au studio La Frette, est à nouveau confiée à Yann Arnaud, pour une sortie le 14 janvier 2008.
Les musiciens de Syd Matters participent en 2009 au projet The Fitzcarraldo Sessions initié par les membres du groupe Jack the Ripper, avec une chanson intitulée Waves.
En 2010 sort leur nouvel album, Brotherocean.

### Bandes originales de films et synchronisation
Jonathan Morali, sous le nom de Syd Matters, signe également la bande originale du long métrage de Nicolas Klotz La Question humaine, sélectionné à la Quinzaine des réalisateurs lors du Festival de Cannes en 2007. Éditée par Third Side Records/Because Music en septembre 2007, la bande originale est nommée aux Victoires de la musique 2008 dans la catégorie « Album de musique originale de cinéma ou de télévision ».
La chanson To All of You, tirée de l'album Someday We Will Foresee Obstacles, est utilisée dans le 23e épisode (The Party Favor) de la 3e saison de la série télévisée américaine Newport Beach (The O.C.).
En 2013, leurs chansons Obstacles et River Sister sont intégrées dans la bande-son du film Upside Down. Toujours en 2013, Jonathan Morali signe la bande originale du long métrage d'Éric Rochant, Möbius.

### Jeux vidéo
En 2015, Jonathan Morali signe la musique du jeu de Dontnod Entertainment, Life Is Strange réalisé par Michel Koch et Raoul Barbet. Ce dernier l'ayant approché pour utiliser deux titres de Syd Matters (To All of You et Obstacles), Morali accepte finalement de composer la bande originale du jeu.
Le jeu rencontre un succès important à travers le monde et la bande originale est saluée comme un aspect incontournable de l'œuvre, « un personnage à part entière de l'histoire ».
Dans une interview donnée à 20 minutes, Jonathan Morali explique que « l'intégration musicale dans Life is Strange est purement artistique, non pas comme une simple illustration mais comme un élément à part entière ».
Erwan Higuinen souligne lui aussi dans son article des Inrockuptibles que « la musique de Jonathan Morali tient un rôle central dans l’expérience et que, si Life is Strange séduit en nous permettant de faire évoluer l’intrigue selon nos envies, notre caractère ou notre humeur, c’est par son ambiance, son atmosphère, sa manière de nous faire partager un certain être-là qu’il frôle le sublime ».
Jonathan Morali renoue en 2017 avec le co-réalisateur et superviseur musical Raoul Barbet pour Life Is Strange 2 et compose la bande son du nouvel opus, plus de 60 minutes de composition originale réparties en 13 thèmes suivant l'histoire des deux frères Diaz.
Lors d'un entretien pour Usbek & Rica en 2019, Jonathan Morali met en avant l'énorme portée musicale de sa collaboration sur Life is Strange et de l'impact sur sa notoriété et celle de Syd Matters.

### Autres projets
Jonathan Morali compose en 2016 une adaptation de L'Enfer de Dante pour France Culture avec les membres du groupe Syd Matters. Elle est jouée au festival d'Avignon 2016.
2019-2020 : Musique de la pièce de théâtre Pas de deux de Julien Favart.
2019-2020 : Création musicale pour le Louvre Abou Dabi.
2020 : Création radiophonique autour de la Métamorphose de Franz Kafka. avec Syd Matters, pour France Culture.

## Discographie (Syd Matters)

### Albums studio
- A Whisper and a Sigh (2003)
- Someday We Will Foresee Obstacles (2005)
- Ghost Days (2008)
- Brotherocean (2010)

### Singles et EP
- End & Start Again (2002)
- Fever in Winter, Shiver in June (2002)
- Everything Else (2007)
- Hi Life (2010)

### Compilations
- Syd Matters (2006)

## Musique de films et de série
Sous le nom de Jonathan Morali :
- 2004 : Avant qu'il ne soit trop tard de Laurent Dussaux
- 2010 : Les Adoptés de Mélanie Laurent
- 2012 : Mauvaise Fille de Patrick Mille
- 2013 : Möbius d'Éric Rochant
- 2015 : Tout en haut du monde de Rémi Chayé
- 2015 : L'Échappée belle d'Émilie Cherpitel
- 2015 : Le Nouveau de Rudi Rosenberg
- 2017 : Druga strana svega (documentaire) de Mila Turajlić
- 2017 : Au fil du monde de Jill Coulon et Isabelle Dupuy-Chavanat (série documentaire Arte)

Sous le nom de Syd matters :
- 2005 : Goodbye Mélodie (court métrage) de David Barrouk
- 2007 : La Question humaine de Nicolas Klotz
- 2015 : Les Grandes Grandes Vacances (série d'animation) - musique originale et générique

## Musique de jeux vidéo
- 2015 : Life Is Strange
- 2018 : Life Is Strange 2

## Distinctions
| Année | Travail nommé                      | Catégorie                                                                                  | Résultat   |
| ----- | ---------------------------------- | ------------------------------------------------------------------------------------------ | ---------- |
| 2002  | Syd Matters - A Whisper and a Sigh | Concours CQFD Inrocks Mag                                                                  | Lauréat    |
| 2008  | La Question humaine                | Victoires de la musique, « Album de musique originale de cinéma ou de télévision »         | Nomination |
| 2015  | Life Is Strange                    | Fun and Serious Game Festival - ES Titanium Awards - Best Soundtrack                       | Lauréat    |
| 2015  | Life Is Strange                    | US DarkCast: Games of the Year 2015 - Best Music                                           | Lauréat    |
| 2015  | Life Is Strange                    | Quebec PlayStation Universe 2015 Awards - Best Musical Soundtrack                          | Lauréat    |
| 2015  | Life Is Strange                    | US Game Informer - Best Of 2015 Awards - Best Soundtrack                                   | Lauréat    |
| 2015  | Life Is Strange                    | Golden Joystick Awards - Best Audio                                                        | Nomination |
| 2015  | Life Is Strange                    | Paste Magazine - Best Videogame Soundtracks                                                | Nomination |
| 2015  | Life Is Strange                    | Hardcore Gamer - Best of 2015 - Best Licensed Soundtrack                                   | Nomination |
| 2015  | Life Is Strange                    | Game Revolution - Best of 2015 Awards - Best Soundtrack                                    | Nomination |
| 2015  | Life Is Strange                    | Playstation Blog - Game of the Year - Best Soundtrack                                      | Nomination |
| 2015  | Life Is Strange                    | National Academy of Video Game Trade Reviewers - Original Light Mix Score, New IP          | Lauréat    |
| 2015  | Life Is Strange                    | National Academy of Video Game Trade Reviewers - To All Of You - Song, Original or Adapted | Lauréat    |
| 2015  | Life Is Strange                    | National Academy of Video Game Trade Reviewers - Song Collection                           | Nomination |
| 2015  | Life Is Strange                    | Ping Awards - Meilleure Bande-son                                                          | Nomination |
| 2016  | Life Is Strange                    | Polygon - Emotional Game Awards - Best Emotional Music                                     | Nomination |
| 2017  | Tout en haut du monde              | European Animation Awards (en) - Best Soundtrack in a Feature Film Production              | Nomination |
| 2018  | Life Is Strange 2                  | Ping Awards - Meilleure Bande-son                                                          | Nomination |
| 2019  | Life Is Strange 2                  | Académie des Arts et Techniques du Jeu Vidéo - Pégases - Meilleure Univers Sonore          | Nomination |

### Articles et interviews
- Interview de Syd Matters sur AudioBusters.com
- Chronique de Someday We Will Foresee Obstacles de Syd Matters sur Laguitare.com
- Interview de Jonathan Morali sur Laguitare.com
- Chronique de Syd Matters au Furia Sound Festival sur Laguitare.com